# Тейлор (Арканзас)
Тейлор (англ. Taylor) — місто (англ. city) в США, в окрузі Колумбія штату Арканзас. Населення — 579 осіб (2020).

## Географія
Тейлор розташований на висоті 73 метрів над рівнем моря за координатами 33°5′59″ пн. ш. 93°27′42″ зх. д. / 33.09972° пн. ш. 93.46167° зх. д. (33.099834, -93.461802).  За даними Бюро перепису населення США в 2010 році місто мало площу 2,59 км², уся площа — суходіл.

## Демографія
Згідно з переписом 2010 року, у місті мешкало 566 осіб у 220 домогосподарствах у складі 158 родин. Густота населення становила 219 осіб/км².  Було 245 помешкань (95/км²). 
Расовий склад населення:
| - 95,6 % — білих - 3,0 % — чорних або афроамериканців - 0,5 % — корінних американців - 0,2 % — азіатів |

До двох чи більше рас належало 0,7 %. Іспаномовні складали 1,2 % від усіх жителів.
За віковим діапазоном населення розподілялося таким чином: 28,4 % — особи молодші 18 років, 57,3 % — особи у віці 18—64 років, 14,3 % — особи у віці 65 років та старші. Медіана віку мешканця становила 38,1 року. На 100 осіб жіночої статі у місті припадало 90,6 чоловіків;  на 100 жінок у віці від 18 років та старших — 87,5 чоловіків також старших 18 років.
Середній дохід на одне домашнє господарство  становив 50 047 доларів США (медіана — 35 000), а середній дохід на одну сім'ю — 60 178 доларів (медіана — 55 268). За межею бідності перебувало 23,5 % осіб, у тому числі 27,9 % дітей у віці до 18 років та 30,4 % осіб у віці 65 років та старших.
Цивільне працевлаштоване населення становило 176 осіб. Основні галузі зайнятості: освіта, охорона здоров'я та соціальна допомога — 36,4 %, виробництво — 22,7 %, сільське господарство, лісництво, риболовля — 13,1 %, транспорт — 12,5 %.
За даними перепису населення 2000 року в Тейлорі проживало 566 осіб, 166 сімей, налічувалося 220 домашніх господарств і 251 житловий будинок. Середня густота населення становила близько 218 осіб на один квадратний кілометр. Расовий склад Тейлора за даними перепису розподілився таким чином: 94,70 % білих, 3,71 % — чорних або афроамериканців, 0,53 % — корінних американців, 0,18 % — вихідців з тихоокеанських островів, 0,88 % — представників змішаних рас.
Іспаномовні склали 0,53 % від усіх жителів міста.
З 220 домашніх господарств в 30,0 % — виховували дітей віком до 18 років, 60,0 % представляли собою подружні пари, які спільно проживали, в 8,6 % сімей жінки проживали без чоловіків, 24,1 % не мали сімей. 22,3 % від загального числа сімей на момент перепису жили самостійно, при цьому 13,6 % склали самотні літні люди у віці 65 років та старше. Середній розмір домашнього господарства склав 2,43 особи, а середній розмір родини — 2,78 особи.
Населення міста за віковим діапазоном за даними перепису 2000 року розподілилося таким чином: 21,2 % — жителі молодше 18 років, 9,2 % — між 18 і 24 роками, 23,5 % — від 25 до 44 років, 24,0 % — від 45 до 64 років і 22,1 % — у віці 65 років та старше. Середній вік мешканця склав 41 рік. На кожні 100 жінок в Тейлорі припадало 95,8 чоловіків, у віці від 18 років та старше — 94,8 чоловіків також старше 18 років.
Середній дохід на одне домашнє господарство в місті склав 31 534 долара США, а середній дохід на одну сім'ю — 39 167 доларів. При цьому чоловіки мали середній дохід в 30 750 доларів США на рік проти 18 125 доларів середньорічного доходу у жінок. Дохід на душу населення в місті склав 13 725 доларів на рік. 6,2 % від усього числа сімей в окрузі і 9,5 % від усієї чисельності населення перебувало на момент перепису населення за межею бідності, при цьому 14,9 % з них були молодші 18 років і 11,5 % — у віці 65 років та старше.